# شارلوت فينش
السيدة شارلوت فنش «14 فبراير 1725 – 11 يوليو 1813» عملت في البلاط الملكى كمربية لأبناء الملك جورج الثالث والملكة شارلوت لمدة تزيد عن ثلاثين عاما حيث احتفظت بمكانتها منذ عام 1762 إلى عام 1793 . هي ابنة توماس فرومر الإيرل الأول لمدينة بومفرت وزوجته هنريتا لويس جيفريز وكلاهما كان يعمل في البلاط الملكى. كان الزوجان متعلمين وسافرا كثيرا بصحبة ذريتهما النامية في القارة. تشبه شارلوت أختها فهى متعلمة جيدا. وفي عام 1746 تزوجت النائب وليام فينش وأنجبا أبناء منهم جورج فينش الإيرل التاسع لمدينة ونشليسا.

ولأنها كانت بارعة، حصلت شارلوت على مكانتها في البلاط عند ولادة جورج أمير مدينة والس في أغسطس 1762 وهو الأبن الأكبر للملك جورج والملكة شارلوت. ومن ضمن واجباتها أنها تشرف على روضات الأطفال والعاملين بها كما أنها تنظم دروسا للأطفال. أشرفت السيدة شارلوت على تعليم الأمير إلى أن بلغ سنا كاف كى يعيش في مملكتهم تحت رعاية المعلمين الخاصين، بينما ظلت الأميرات الستة تحت اشرافها إلى أن بلغوا سن الحادى والعشرون وتقاعدت فينش من عملها عام 1793، ولكنها استمرت في مراسلة افراد الأسرة الملكية وتتلقى الهدايا منهم.

## نشأتها وزواجها
ولدت شارلوت فرمور في 24 فبراير عام 1725م وهي الأبنة الثانية الكبرى لتوماس فرمور الإيرل الأول لمدينة بومفرت وزوجته هنريتا لويس جيفريز وازداد عدد أفراد العائلة ليشمل عشرة أبناء وهم أربعة ذكور وستة إناث.
التحق السيد فرمور وزوجته بأعمال متعددة في البلاط الملكى أثناء مدة حياتهم؛ حيث عمل الإيرل كمهذب لحصان الملكة كارولين وكانت زوجته هي المسئولة عن غرف النوم.
سافرت شارلوت وعائلتها كثيرا وأقامت مؤقتا في معالم ثقافية وتاريخية مختلفة في القارة، وعلى الرغم من قلة التفاصيل عن تعليم شارلوت وأختها صوفيا إلا أن ما تم ذكره عنهم في المفكرات المعاصرة تشير أنهم من ذوى التعليم ذات المؤهل العالى.
كانت شارلوت وأختها محبين للقراءة ولديهم معرفة واسعة وكانوا يستمتعون بقراءة علم الإلهيات. كانت المثقفة إليزبيث كارتر إحدى صديقات شارلوت، كانت شارلوت فصيحة في اللغة الإيطالية بشكل كاف وفق ملاحظة هوراس والبول في عام 1740؛ «إنها تتكلم التوسكانية الصافية مثل أي فولورنتى (ايطالي)» ونظر إليها الإيطاليون نظرة إعجاب بالفتاة الأجنبية الرائعة والتي حصلت على نشاطهم الجامعى. ووفقا لما وضحه والبول أن لورد جرنفيلا التي تزوج صوفيا أخت شارلوت لمدة قصيرة «كان مغرما بها كثيرا» وبعد وفاة صوفيا عام 1745 أعطى جرنفيلا كل مجوهرات زوجته المتوفية إلى شارلوت وذلك للأستياء الكبير من بناته.
تزوجت شارلوت من النائب وليام فنش في التاسع من أغسطس عام 1746م، وهو وريث أخوه دانييل فنش الإيرل الثامن لمدينة وينشليس. وبعد فترة قصيرة من الزواج أبلغ والبول شارلوت أن لها خمسة آلاف جنيها من والدها والمبلغ سوف يزيد عندما يرد لها السيد فنش خمسة عشرة آلاف جنيه.

وقد سبق لوليام فينش الزواج من السيدة آن دوجالز والتي حرمت من الإنجاب. وليام رجل دبلوماسي وعمل كمبعوث لسويدان ونيوزيلاند عام 1720 م. وقد عرف أيضا أنه كان عضوا في برلمان كوكرموث وبودلى. وكان له دورا آخر حيث عمل كنائب للموظف المسئول عن غرف نوم البلاط الملكى عام 1742م. هو والسيدة شارلوت انجبا ابنا واربعة فتيات توفت أحداهما عام 1765م وورث ابنهم الوحيد جورج أرلية نوتنجهام وونشليسا من عمه عام 1769م.

## مربية أطفال البلاط الملكى
عملت المربية شارلوت فنش كمربية في البلاط الملكى في أغسطس عام 1762م، وقد تم تعيينها بعد يوم من ولادة جورج أمير مدينة والس وهو الابن الأكبر ووريث عرش الملك جورج الثالث والملكة شارلوت. وقد ادعى والبول هذا القرار أنه كان اختيارا عاما وافق عليه دون ان يدرى بأنه سيتم استغلالها في شمال بريطانيا. كتب جيل شيفيرن كاتب السيرة الذاتية للإنش أنه تم ملاحظة عمل شارلوت بسبب المهارات التي تكرست لتربية ابنائها عليها، بينما اقترح كرستوفر هييبرت أن خبرتها التعليمية جعلتها مؤهلة بشكل جيد لهذا العمل.
عملت شارلوت كمربية في البلاط الملكى مدة تزيد عن ثلاثين عام أشرفت فيها على تربية أربعة عشر ابنا من أبناء العائلة الملكية الخمسة عشر. وقد ترأست على كل روضات الأطفال الملكية حيث قامت بالاشراف على افراد طاقم العاملين المعينين لكل طفل ويشمل هذا الطاقم مربيات بديلات ومعلمات ومرافقات شخصيات ومساعدات مربيات.
أشرفت السيدة فنش على تربية الأمير جورج حتى أصبح ناضجا بشكل كاف للعيش بمفرده في جناحه الخاص بينما ظلت الأميرات الستة تحت رعايتها وأشرافها إلى أن بلغوا سن الحادى والعشرين.

## الوسائل التعليمية والدروس
وُصِفت ليدي تشارلوت من قِبل كٌتّاب السيرة الذاتية بصفات متعددة ككونها ودودة ويشار إليها بالبنان، وكريمة، وكما كان منتشراً في تلك الفترة، فقد كان الملك والملكة نادراً ما يجلسون مع الأطفال. وقد كانت فينش هي العضو الناضج والغير مختلف في حياتهم؛ بينما استمر الأمراء الملكيون في تلقي الدروس بصفة منتظمة في ظروف دراسية قاسية. وكانت فينش محبوبة من قبل معلميها من النساء، ولقد قاموا بتدليلها وأطلقوا عليها «سيدة الود». وعند عودتها من رحلتها إلى الريف عام 1771 كتبت إليها الملكة تشارلوت قائلة «إنهم لن يستطيعوا أن يكونوا أفضل منك أبداً». قال شيفرين أن فينش تشرف على نظام حضانة متقدم يركز على تعليم الأطفال؛ فقد كانت تحب التعليم كالملكة تشارلوت كما هو واضح في المراسلات الخاصة بينهم. وفي كتابات المعاصرين، كانت فكرة الأمهات النبلاء اللائي يشجعن أولادهن على التعليم، هي فكرة مؤيدة من قبل المعلمين والمتعلمين –وقد أصبحت مشهورة جداً. وقد ساعدت مكانة فينش في الدولة على انتشار مثل تلك النظريات العلمية، ومن بين تلك الطرق التي إستخدمتها كانت طريقة استخدام الخرائط المجزئة، وهي واحدة من أقدم الطرق المستخدمة لتعليم الجغرافيا.

وكتبت فلورا جراسون إحدى المؤرخين قائلة "ومن خلال عدة طرق كان التعليم المقرر بالنسبة للأميرات على نفس القدر من الدقة التي أمر بها الملك للأمراء؛ لذلك فقد شعرت الملكة تشارلوت أن المرأة التي تتسلح بالعلم؛ تتمتع بالقدرة مثلها مثل الرجل. قد كانت فينش- بجانب مسزكوتيس ورث- هي المرأة البارعة ذاتها التي تنظم الدروس في الفنون والعلوم، والتي كان يتم تدريسها لكل من الأمراء والأميرات. هذا وقد اشتملت موضوعات الدراسة على الجغرافية، واللغة الإنجليزية، والنحو، والموسيقى، وشغل التطريز اليدوي، والرقص، والفن، وقام المعلم جوي كرومي بتعليم الأطفال باللغة الفرنسية. ومنذ زمنٍ بعيد؛ كانت الأميرات يسافرن كل يوم من أجل تلقي دروسهن في بيت فينشر الجديد في مدينة كيو على جانب النهر، وفي المقابل أصبح اعتماد الأمراء على السيدة تشارلوت اقل تدريجياً كلما أصبحت أكبر سناً، ودخلت في عناية المحافظين.

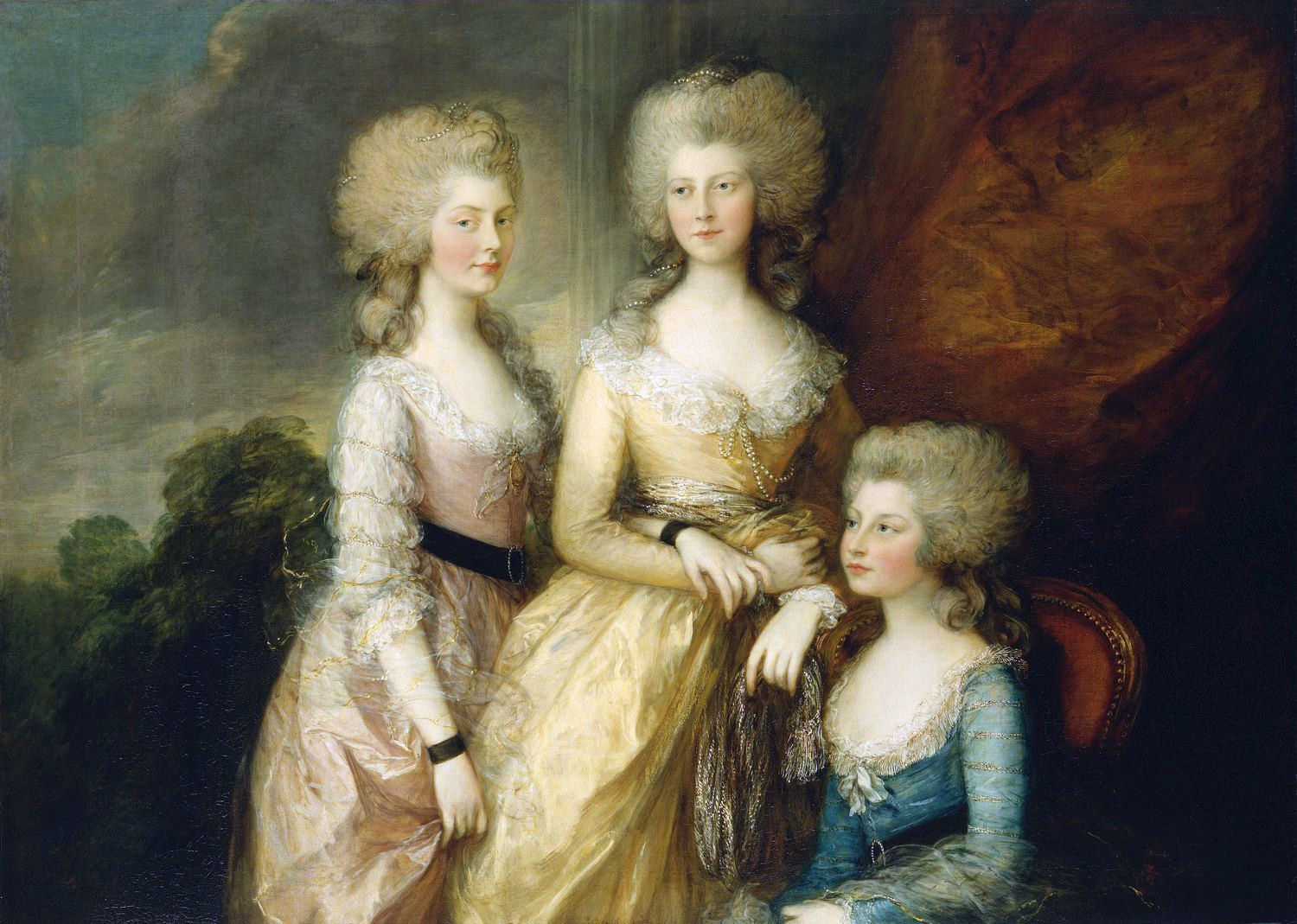
بنات جورج الثلاث الأكبر سناً 1784

في عام 1774؛ تقاعدت السيدة كوتيس ورث بسبب المرض، وبينما كانت تبحث عن خليفة لها؛ طلبت منها السيدة تشارلوت تخصيص وقت أقل للأطفال، وقد قوبلت هذه الفكرة بالرفض من قبل الملكة تشارلوت. وقد شعر الملك أن استقالة كوتيس ترجع بشكل أساسي إلى تقليل فينش من عدد الساعات التي تقضيها مع الأطفال وأن باقي طاقم العمل سوف تشجعهم فكرة فينش بزيادة حضورها وجعلهم يبحثون عن وسائل العلم بشكل اقل. وأجابت فينش قائلة أنها كانت تقضي عدة ساعات منتظمة مع الأميرات صباحاً ومساءً مضيفة:
| شارلوت فينش | كيف لي أن أقبل مهمة إضافية دون التخلي عن مبادئي وأنا على علم أنني أزداد سوءاً يوماً بعد يوم. كما أن جلالتك يجب أن تعلمي كم أن للروح العالية والسعادة من أهمية، كما أنه من الضروري أن نمعن النظر في مشاركة هذا العدد المتزايد من الحضور في أفراحهم وسلوكهم وتعليمهم، إلى جانب تنظيم الشئون الخاصة بالتمريض. | شارلوت فينش |

وقد هددت ليدي تشارلوت بالاستقالة عن منصبها ولذلك إستأجرت الملكة شخصاً آخر أصغر سناً ومناسباً له بشكل آخر. ذلك القرار الذي انتهى بجعل الملكة تشارلوت تزيد من عدد ساعاتها. وظلت فينش في القائمة الخاصة بالملكة وتوظيف مربية جديدة بديلة تسمى مارثاجودسورثي بتوصية من فينش تقضي وقتاً طويلاً مع الأميرات لتتابع وتشرف على دراستهم وذلك استعداداً لدروسهم مع معلمتهم السيدة بلانتا. وفي عام 1782 مرِض الابن الملكي الرابع عشر الأمير ألفريد والذي توفى في مدينة وينزسور عن عمر يناهز الثانية، وذلك على الرغم من جهود ليدي.

## تقاعدها ووفاتها
وبحلول عام 1792، أصبحت تشارلوت مريضة وكفيفة، وعلقت الأميرة صوفيا على هذا الخريف قائلةً "إنني أشعر بالأسى حيال موت فيتش؛ فقد كانت دائماً عطوفة علينا بكل شكل ممكن. لقد كانت فعلا هي ومس جودس ورثي أكثر من جيدين في معاملاتهم معنا لدرجة اننا لا نستحق مثل هؤلاء الأشخاص؛ إذا ما كنا لا نشعر بحنانهم في أعلى درجاته. وقد استقالت فينش من عملها في نوفمبر عام 1792، وتقاعدت في الخامس من يناير عام 1793. وعلى الرغم من ذلك فقد استمرت في التواصل مع أعضاء الأسرة الملكية وإستقبال الهدايا منهم. كما إستقبلت 60 يورو في المعاش السنوي، وأضيف إلى هذا المبلغ دخل من شركة البحر الجنوبي حتى وفاتها في الحادي عشر من يوليو 1813 في قصر جيمس الأول.
دفنت فيتش في مدافن عائلتها في مدينة رونستون في باكينجهامشير، وحضر جنازتها خمسة من كبار الرجال الملكيين، وقد تم السماح لإبنتها الصغرى أن تحصل على الغرفة الخاصة بها في قصر الملك جيمس؛ ولقد إنقسمت وصيتها بشكل أساسي بين أبنائها الباقين على قيد الحياة، وقد أقيم النصب التذكاري لها من قبل فرانسيس ليجات تشانتري عام 1820 في الكنيسة الملكية «بيرلي» القريبة من منزل بيرلي، قصر روتلاند الخاص بابنها جورج فينش«النبيل الإنكليزي» الأمير التاسع لمدينة وينشلي.

## ملحوظات
1. ↑  الابنة الخامسة عشر هي الأميرة أميليا التي اُنجبت بعد تقاعد السيدة شارلوت عام 1792[10]